# 유전 부호

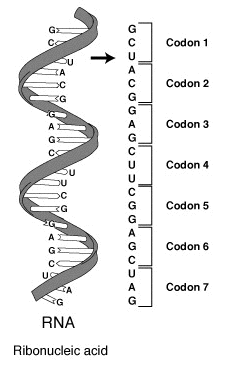
전령 RNA의 코돈 배열

유전 부호(遺傳符號, 영어: genetic code) 또는 유전 암호(遺傳暗號)는 각 코돈(codon)이 어떤 아미노산을 부호화할지를 정해놓은 규칙이다.
이러한 유전 부호의 의미는 모스 부호, 아스키 코드, 유니코드처럼 부호화(encoding) 시스템이며, AES나 RSA같은 암호화(encryption) 시스템이 아니다.
유전 부호에 속하는 하나 하나의 부호(code)를 코돈(영어: codon)이라고 부른다.

## 코돈
코돈(codon)은 유전자 발현에서 하나의 아미노산을 지정하는 전령 RNA와 운반RNA의 유전 정보이다.

## 역사
어떻게 단백질이 부호화되는지 이해하려는 노력은 DNA 구조가 1953년에 발견된 이후로 시작되었다. 미국의 천체물리학자인 조지 가모우(George Gamow)는 20가지로 지정된 표준 아미노산은 세 개의 염기로 구성되어있다고 주장하였다. 이 주장에 따르면, 염기의 총류는 총 네 가지이고, 표준 아미노산은 세 개의 염기로 이루어져 있기에 총 64가지의 서열이 존재할 수 있다.
이 주장은 1961년에 프랜시스 크릭(Francis Crick), 시드니 브레너(Sydney Brenner), 레슬리 바넷(Leslie Barnett) 그리고 R.J. 와츠-토빈(R.J. Watts-Tobin)의 공동 실험에 의해 실증적으로 증명되었다. 같은 연도에는 코돈의 구조에 대해 연구되었고 그 구조가 마셜 워런 니런버그(Marshall Warren Nirenberg)와 하인리히 마테이(Heinrich Matthaei)의 실험으로 밝혀졌다.

## 전사와 코돈의 형성
유전자 발현에서 새로운 단백질의 형성은 DNA에서 전사된 전령 RNA의 형성과 함께 시작된다. DNA 사슬을 구성하는 특정한 염기 서열이 전사를 지시하는데 전사가 필요하지 않은 경우에는 억제자 효소가 부착되어 있어 전사를 막는다. 특정한 단백질의 생산이 필요하다는 신호를 받으면 억제자는 DNA 사슬에서 떨어져 나가고 RNA 중합효소에 의해 전사가 시작된다. RNA 중합효소는 전사 시작 지점에 있는 프로모터의 염기서열에 의해 전사의 방향과 전사할 DNA 사슬을 선택하고 오퍼레이터에 결합되어 DNA 사슬을 풀어낸 후 전사를 시작된다. RNA 중합효소는 주형이 되는 DNA 사슬과 상보적인 리보뉴클레오타이드를 이용하여 전령 RNA를 만든다. 이렇게 만들어진 전령 RNA의 염기서열은 세개씩 짝을 이뤄 코돈을 형성한다. 한편 RNA 중합효소는 전사 종결을 지시하는 DNA 염기서열을 만나면 전사를 중단하고 DNA에서 떨어져 나간다.
| 첫 번째 | 두 번째        | 두 번째      | 두 번째          | 두 번째      | 세 번째 |
| 첫 번째 | U              | C            | A                | G            | 세 번째 |
| ------- | -------------- | ------------ | ---------------- | ------------ | ------- |
| U       | UUU 페닐알라닌 | UCU 세린     | UAU 티로신       | UGU 시스테인 | U       |
| U       | UUC 페닐알라닌 | UCC 세린     | UAC 티로신       | UGC 시스테인 | C       |
| U       | UUA 류신       | UCA 세린     | UAA 종료         | UGA 종료     | A       |
| U       | UUG 류신       | UCG 세린     | UAG 종료         | UGG 트립토판 | G       |
| C       | CUU 류신       | CCU 프롤린   | CAU 히스티딘     | CGU 아르기닌 | U       |
| C       | CUC 류신       | CCC 프롤린   | CAC 히스티딘     | CGC 아르기닌 | C       |
| C       | CUA 류신       | CCA 프롤린   | CAA 글루타민     | CGA 아르기닌 | A       |
| C       | CUG 류신       | CCG 프롤린   | CAG 글루타민     | CGG 아르기닌 | G       |
| A       | AUU 이소류신   | ACU 트레오닌 | AAU 아스파라긴   | AGU 세린     | U       |
| A       | AUC 이소류신   | ACC 트레오닌 | AAC 아스파라긴   | AGC 세린     | C       |
| A       | AUA 이소류신   | ACA 트레오닌 | AAA 리신         | AGA 아르기닌 | A       |
| A       | AUG 메티오닌   | ACG 트레오닌 | AAG 리신         | AGG 아르기닌 | G       |
| G       | GUU 발린       | GCU 알라닌   | GAU 아스파라긴산 | GGU 글리신   | U       |
| G       | GUC 발린       | GCC 알라닌   | GAC 아스파라긴산 | GGC 글리신   | C       |
| G       | GUA 발린       | GCA 알라닌   | GAA 글루타민산   | GGA 글리신   | A       |
| G       | GUG 발린       | GCG 알라닌   | GAG 글루타민산   | GGG 글리신   | G       |

## 안티코돈

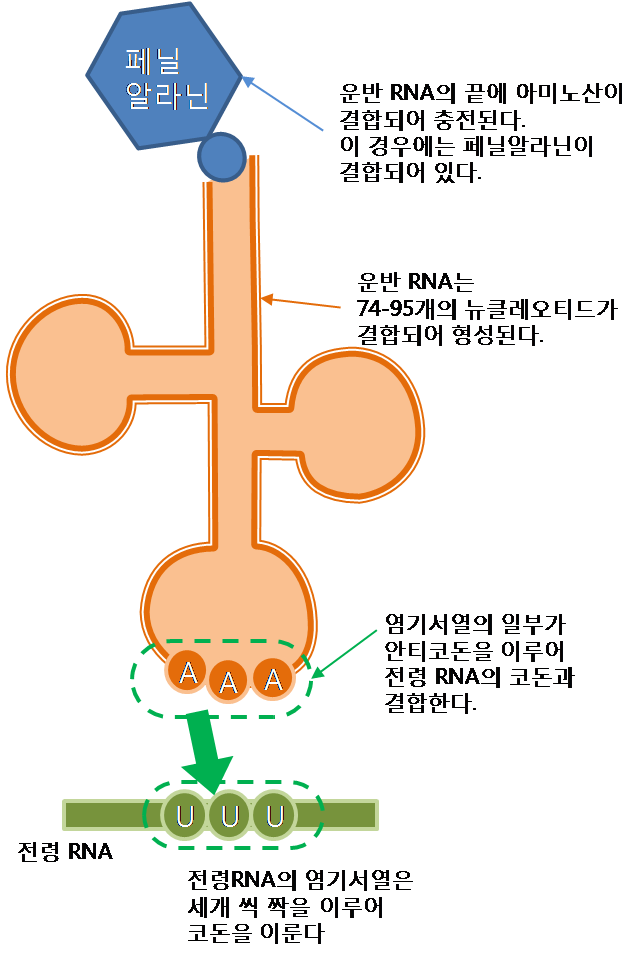
운반 RNA의 안티코돈

안티코돈은 운반 RNA의 RNA 사슬을 이루는 특정 구간의 염기서열이다. 전령 RNA의 코돈은 리보솜에서 번역되어 아미노산을 운반하는 운반 RNA의 안티코돈과 상보적으로 결합한다. 그런데 이렇게 상보적으로 결합을 하는 안티코돈이지만 그 개수는 64개가 아니라 45개가 존재한다.

### 단백질의 형성
운반 RNA는 RNA 사슬의 일부 구간이 안티코돈으로 작용하고 사슬의 끝에는 해당 아미노산을 결합시킨다. 이렇게 충전된 운반 RNA는 리보솜으로 들어가 전령 RNA의 코돈과 결합하고 리보솜은 운반 RNA의 끝에 달린 아미노산을 떼내어 폴리펩타이드 결합을 만든다. 아미노산이 떨어져 나간 운반 RNA는 리보솜 밖으로 나와 다시 아미노산을 전한다. 한편, 리보솜에서 만들어진 폴리펩타이드는 적당한 3차원 구조로 접혀서 단백질이 된다.

## 아미노산
20가지(페닐알라닌,세린,티로신,시스테인,류신,트립토판,프롤린,히스티딘,아르기닌,글루타민,이소류신,트레오닌,아스파라긴,리신,메티오닌,발린,알라닌,글리신,아스파라긴산,글루타민산)로 지정된 표준 아미노산은 세 개의 염기로 구성되어있다. 추가로 스톱코돈(stop codon 또는 종결코돈)등이 있다.

## 같이 보기
- 유전자 발현
- 전령 RNA
- 전사
- 운반 RNA
- 리보솜
- 번역
- 부호화
- 부호 (정보)
- 복호화
- 부호화 영역